# Gesneria libanensis
Gesneria libanensis là một loài thực vật có hoa trong họ Tai voi. Loài này được Linden ex E.Morren mô tả khoa học đầu tiên năm 1846.